# اللصبة (الجميمة)

تعديل مصدري - تعديل

اللصبة هي إحدى قرى عزلة مساهر مور بمديرية الجميمة التابعة لمحافظة حجة، بلغ تعداد سكانها 52 نسمة حسب تعداد اليمن لعام 2004.